# Culicoides kugitangi
Culicoides kugitangi är en tvåvingeart som beskrevs av Atajev 1976. Culicoides kugitangi ingår i släktet Culicoides och familjen svidknott. Inga underarter finns listade i Catalogue of Life.